# Мстижа
Мстижа — деревня в Демянском районе Новгородской области, с апреля 2010 года входит в Ильиногорское сельское поселение.
Деревня расположена на небольшом озере Мстижно (Мстижское озеро). Ближайшие населённые пункты: деревни Плещеево (1 км к западу, на противоположном берегу озера), Лашково (1,1 км к востоку), Вотолино (2 км к юго-востоку). Рядом с деревней расположены мстижская изрывина, ручей Мстижский, холмы Песочек, Гора Угольная и Гора Лопата.
До Великой Отечественной войны в деревне было около 20 домов. Деревня была оккупирована немецкими войсками.
До 12 апреля 2010 года входила в упразднённое Вотолинское сельское поселение.

## Население
| 2010 |
| ---- |
| 9    |

### Национальный состав
По переписи населения 2002 года, в деревне Мстижа проживали 13 человек (русские)